# Arhytis confracta
Arhytis confracta là một loài tò vò trong họ Ichneumonidae.